# Naftalij Aronovič Frenkel
Naftalij Aronovič Frenkel, rusky Нафталий Аронович Френкель (1883–1960) byl ruský židovský podnikatel a člen sovětské tajné policie, který proslul jako organizátor práce v Gulagu, počínaje Soloveckým táborem zvláštního určení na Soloveckých ostrovech, který je považován za jeden z prvních Gulagů.

## Život

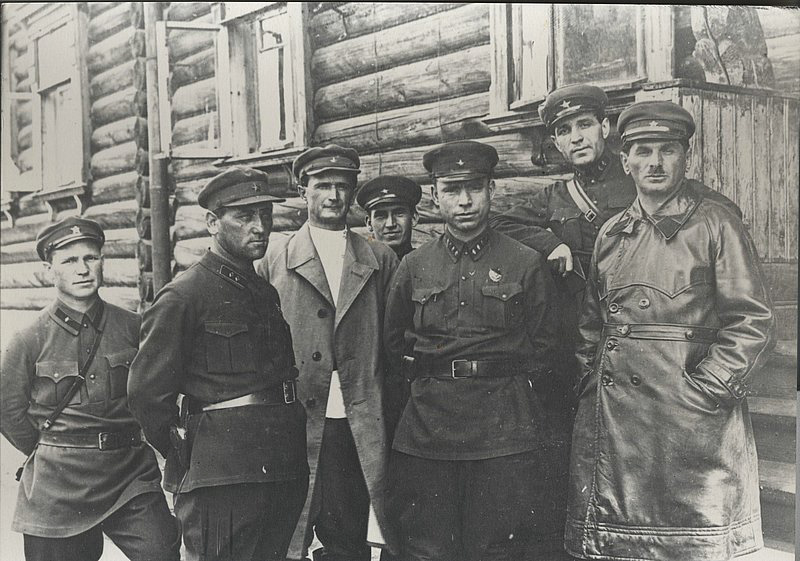
Frenkel (zcela vpravo) během prací na bělomořském kanálu

Jeho původ není zcela jasný. Alexandr Solženicyn ho popisuje jako „Tureckého Žida narozeného v Istanbulu“. Jiné zdroje o něm hovoří jako o „maďarském továrníkovi“. Další tvrdí, že Frenkel pochází z Oděsy. Pak další píší, že byl z Rakouska či Palestiny nebo že pracoval ve Fordově továrně v USA. Jeho záznam z vězeňské knihy jasně hovoří, že byl z Haify, tehdy součástí Osmanské říše. Odtud se dostal (možná přes Oděsu, možná přes Rakousko-Uhersko) do SSSR, kde je popisován jako „obchodník“.
Absolvoval obchodní školu a obchodoval s dřívím. V Mariupoli založil firmu a brzy se stal milionářem, „lesním králem Černého moře“. Měl vlastní parníky a vydával vlastní noviny Kopejka, které pomlouvaly konkurenty. V první světové válce pašoval zbraně přes Gallipoli.
V roce 1916 větřil v Rusku nebezpečí a převedl svůj kapitál do Turecka, kam i odjel. V letech NEPu přijel do SSSR a na tajný příkaz GPU vytvořil, jakoby z vlastní iniciativy, černou burzu na vykupování skvostů a zlata za papírové sovětské rubly. Pamatovali si jej z dřívějška, důvěřovali mu a zlato proudilo do GPU. Po skončení výkupu ho GPU zavřelo. Avšak již na Lubjance a po cestě do Solovek navázal kontakt nahoru.
Po příjezdu na Solovky (1927) ho hned oddělili od transportu, umístili do kamenné boudy mimo území kláštera, dali mu k ruce sluhu a dovolili volný pohyb po ostrově. Stal se velitelem ekonomického oddělení (s výhodami svobodného zaměstnance) a vyslovil svou slavnou tezi o využití vězňů: „z trestance musíme dostat všechno v prvních třech měsících – pak ho už nepotřebujeme.“ Od roku 1928 v Kemu buduje výnosnou přidruženou výrobu. Zakázal tamní noviny, časopisy, divadlo i muzeum. Tisíce lidí zemřely v důsledku děsivých podmínek v lágru za vlády Frenkela a popravy bez soudu nebyly žádnou výjimkou.
V roce 1929 pro něj přiletělo letadlo z Moskvy a odvezlo ho k audienci u Stalina. Hovořili spolu tři hodiny. Frenkel vypracoval rozsáhlý projekt pracovních táborů po celém severu země a dokázal moskevskému vedení, jak výhodná a efektivní je bezplatná práce vězňů. Vedení SSSR se tento projekt nesmírně zalíbil a první stavbou, na které ho chtěli vyzkoušet, byl Bělomořský kanál.
Vznikla celá síť pracovních táborů, v nichž už v květnu roku 1930 bylo vězněno 171 251 lidí. 3. června téhož roku bylo Radou práce a obrany SSSR přijato konečné rozhodnutí o stavbě kanálu. Práce plynula neuvěřitelným tempem. Dne 1. července 1931 byl dokončen nákres celého projektu, 1. srpna téhož roku byly zahájeny stavební práce a na jaře roku 1933 už po novém kanálu pluly první parníky.